# Рудаков, Николай Петрович
Николай Петрович Рудаков — советский хозяйственный, государственный и политический деятель, Герой Социалистического Труда.

## Биография
Родился в 1919 году. Член КПСС с 1944 года.
С 1942 года — на хозяйственной, общественной и политической работе. В 1942—1986 гг. — мастер, начальник цеха, заместитель начальника производства, главный инженер, директор Четвёртого государственного подшипникового завода Министерства автомобильной промышленности СССР.
Указом Президиума Верховного Совета СССР от 11 марта 1976 года присвоено звание Героя Социалистического Труда с вручением ордена Ленина и золотой медали «Серп и Молот».
За разработку новой технологии производства и широкое внедрение в народное хозяйство инструментов из особо твёрдых материалов для обработки быстрорежущих, нержавеющих, жаропрочных и других труднообрабатываемых сталей и сплавов был в составе коллектива удостоен Государственной премии СССР в области техники 1974 года.
Избирался депутатом Верховного Совета СССР 10-го созыва.
Умер после 1986 года.